# چاه بهمن (جازموریان)
چاه بهمن، روستایی در دهستان بوئینگ بخش مرکزی شهرستان جازموریان در استان کرمان ایران است.

## جمعیت
بر پایه سرشماری عمومی نفوس و مسکن در سال ۱۳۹۵، جمعیت این روستا برابر با ۴۴۳ نفر (۱۱۴ خانوار) بوده است.